# Saint-Simeux
Saint-Simeux foi uma comuna francesa na região administrativa da Nova Aquitânia, no departamento de Charente. Estendia-se por uma área de 9,40 km². Em 2010 a comuna tinha 589 habitantes (densidade: 62,7 hab./km²).
Em 1 de janeiro de 2021, passou a formar parte da nova comuna de Mosnac-Saint-Simeux.